# Relações entre Austrália e Estados Unidos

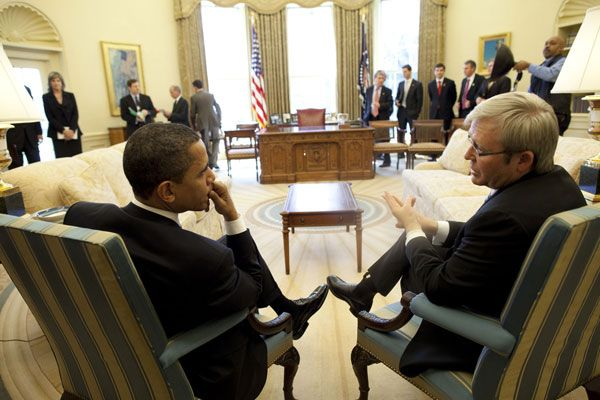
O presidente Barack Obama e o primeiro-ministro Kevin Rudd, em 24 de março de 2009.

As relações entre Austrália e Estados Unidos são as relações diplomáticas estabelecidas entre a Comunidade da Austrália e os Estados Unidos da América. Os Estados Unidos reconheceram a Austrália em 8 de janeiro de 1940, quando os governos dos Estados Unidos e da Austrália anunciaram o estabelecimento de relações diplomáticas bilaterais.
A experiência da Segunda Guerra Mundial, as semelhanças na cultura e contexto histórico, e a partilha de valores democráticos tornaram as relações dos Estados Unidos com a Austrália excepcionalmente fortes e próximas. Os laços que ligam as duas nações abrangem todo o espectro das relações internacionais - desde contatos comerciais, culturais e ambientais à cooperação política e de defesa.
Esta tradicional amizade é reforçada pela ampla gama de interesses comuns e pontos de vista semelhantes na maioria das grandes questões internacionais. Ambos atribuem alta prioridade ao controle e, eventualmente, a eliminação de armas químicas, armas de destruição em massa, e minas terrestres, e também trabalham em estreita colaboração nas questões ambientais globais, como a redução das alterações climáticas e a preservação dos recifes de coral. O governo australiano e a oposição compartilham a visão de que a segurança da Austrália depende de laços firmes com os Estados Unidos, e o Tratado ANZUS goza de amplo apoio bipartidário.

## Relações militares
A Austrália é um importante comprador de equipamentos militares dos Estados Unidos, sendo consistentemente classificada entre os dez primeiros a nível mundial, com base nas vendas em dólar. O caça F/A-18E/F Super Hornet é o avião de combate principal da Força Aérea Real Australiana. 

### ANZUS
O tratado de segurança entre Austrália, Nova Zelândia e Estados Unidos (ANZUS) foi concluído na cidade de San Francisco em 1 de setembro de 1951, e entrou em vigor em 29 de abril de 1952. O tratado vinculava os signatários a reconhecer que um ataque armado na área do Pacífico sobre qualquer um deles colocaria em risco a paz e a segurança dos outros. Os países se comprometeram a consultar seus parceiros em caso de uma ameaça e, em caso de ataque, enfrentar o perigo comum, em conformidade com seus respectivos processos constitucionais. As três nações também se comprometeram a manter e desenvolver capacidades individuais e coletivas para resistir à agressão.

### Guerra ao Terror
Na sequência dos ataques de 11 de setembro de 2001, em que onze cidadãos australianos também foram mortos, houve um derramamento enorme de simpatia da Austrália pelos Estados Unidos. O primeiro-ministro John Howard se tornou um dos mais fortes defensores internacionais do presidente George W. Bush e apoiou os Estados Unidos na invasão do Afeganistão em 2001 e na invasão do Iraque em 2003.
Em 2011, o presidente dos Estados Unidos, Barack Obama, e a primeira-ministra da Austrália, Julia Gillard, anunciaram um acordo para estabelecer a presença militar americana permanente no norte do país. A presença militar na Austrália "permitirá que os Estados Unidos contem com um maior equilíbrio geográfico na Ásia e no Pacífico e possam responder a uma gama de interesses na região".
Os Estados Unidos têm observado com preocupação a crescente tensão no Mar da China Meridional, uma área que considera estratégica para seus interesses, já que por suas rotas passam cerca de US$ 1,2 trilhão de dólares anuais em mercadorias entrando ou saindo do país.